# Tracie Bennett
Tracie Bennett (Leigh, 17 giugno 1961) è un'attrice e cantante inglese, nota soprattutto come interprete di musical.

## Biografia
Prolifica interprete di musical sulle scene londinesi, ha vinto due Laurence Olivier Award per She Loves Me e Hairspray, ed è stata nominata altre due volte per la sua interpretazione nella parte di Judy Garland nella produzione originale britannica di End of the Rainbow e per il revival del National Theatre di Follies. In seguito, la produzione di End of the Rainbow è stata trasferita nel 2012 a Broadway, dove la Bennett è ha vinto per la sua performance il Theatre World Award, l'Outer Critics Circle ed il Drama Desk Award per la miglior attrice in un dramma, oltre ad essere stata nominata al Tony Award alla miglior attrice protagonista in uno spettacolo.

## Teatro
- Merrily We Roll Along. Royal Exchange di Manchester (1984)
- Carousel. Royal Exchange di Manchester (1984)
- She Loves Me. Savoy Theatre di Londra (1994)
- Dead Funny. Theatre Royal di Windsor (1996)
- Cash on Delivery. Whitehall Theatre di Londra (1996)
- Bedevilled. Crucible Theatre di Sheffield (1997)
- Saturday Night. Bridewell Theatre di Londra (1997)
- Lucky Stiff. Bridewell Theatre di Londra (1997)
- Honk!. National Theatre di Londra (1999)
- Guys and Dolls. Crucible Theatre di Londra (2000)
- Last Song of the Nightingale. New End Theatre di Londra (2001)
- High Society. Regent's Park Oper Air Theatre di Londra (2003)
- Billy Liar. Churchill Theatre di Bromley (2004)
- Sex, Chips & Rock n' Roll. Royal Exchange di Manchester (2005)
- Les Misérables. Queen's Theatre di Londra (2006)
- Hairspray. Shaftesbury Theatre di Londra (2007)
- La Cage aux Folles. Playhouse Theatre di Londra (2008)
- End of the Rainbow. Trafalgar Theatre di Londra (2010), Belasco Theatre di Broadway (2012).
- Il malato immaginario. Theatre Royal di Bath (2014).
- Mrs Henderson Presents. Theatre Royal di Bath, Noël Coward Theatre di Londra, Royal Alexandra Theatre di Toronto (2015).
- Follies. National Theatre di Londra (2017)
- Ruthless!. Arts Theatre di Londra (2018)
- Mame. Hope Mill Theatre di Manchester (2019)
- Hangmen. John Golden Theatre di Broadway (2020)
- How to Succeed in Business Without Really Trying. Southwark Playhouse di Londra (2023)
- Here We Are. The Shed dell'Off-Broadway (2023), National Theatre di Londra (2025)

## Filmografia

### Cinema
- Shirley Valentine - La mia seconda vita (Shirley Valentine), regia di Lewis Gilbert (1989)

### Televisione
- Casualty - serie TV, 9 episodi (1992-2017)
- Heartbeat - serie TV, 1 episodio (1997)
- Coronation Street - serie TV, 9 episodi (1982-1999)
- Where the Heart Is - serie TV, 1 episodio (2002)
- Keen Eddie - serie TV, 1 episodio (2003)
- Doctors - serie TV, 4 episodi (2005-2013)
- Dalziel and Pascoe - serie TV, 2 episodi (2007)
- New Tricks - Nuove tracce per vecchie volpi - serie TV, 1 episodio (2013)

## Riconoscimenti
- Drama Desk Award
  - 2012 – Migliore attrice in un'opera teatrale per End of the Rainbow
- Drama League Award
  - 2012 – Candidatura alla miglior performance per End of the Rainbow
- Premio Laurence Olivier
  - 1995 – Miglior performance in un ruolo non protagonista in un musical per She Loves Me
  - 2004 – Candidatura al miglior performance in un ruolo non protagonista in un musical per High Society
  - 2008 – Miglior performance in un ruolo non protagonista in un musical per Hairspray
  - 2011 – Candidatura alla miglior attrice per End of the Rainbow
  - 2016 – Candidatura alla migliore attrice in un musical per Mrs Henderson Presents
  - 2018 – Candidatura alla migliore attrice non protagonista in un musical per Follies
- Outer Critics Circle Award
  - 2012 – Migliore attrice in un'opera teatrale per End of the Rainbow
- Tony Award
  - 2012 – Candidatura per la miglior attrice protagonista in un musical per End of the Rainbow